# Frontière entre l'Andorre et l'Union européenne
La frontière entre l'Andorre et l'Union européenne regroupe l'ensemble des frontières internationales de la principauté d'Andorre (soit 121 km), constituées par les 57 km de frontière avec la France et les 64 km de frontière avec l'Espagne, tous deux pays membres de l'Union européenne entre lesquels la principauté se trouve.

## Conflit avec la France
En 2019, Andorre s'est agrandie de quelques hectares sur la commune de Porta (France) à la suite d'un accord entre les deux pays. Cela avait causé de nombreux conflits depuis 2015 au niveau de la source de l'Ariège, ainsi qu'avec le maire de Porta.